# Evergestis umbrosalis
Evergestis umbrosalis ist ein Schmetterling aus der Familie der Crambiden (Crambidae).

## Merkmale
Die Flügel der Weibchen sind kürzer und breiter als die der Männchen und haben eine stumpfere Flügelspitze. Die Falter erreichen eine Flügelspannweite von 29 bis 34 Millimeter bei den Weibchen und 33 bis 41 Millimeter bei den Männchen. Kopf, Thorax und Abdomen sind dunkelbraun und grau gesprenkelt. Die Hauptadern der Flügel sind fahler. Die grauweiße Subbasallinie ist sehr undeutlich. Sie ist gekrümmt und verläuft schräg. Die Antemedian-, Postmedian- und Subterminallinien sind weiß und sehr deutlich. Die zuerst Genannte ist in der Zelle stark gezähnt und verläuft anschließend nahezu gerade und schräg bis zum Flügelinnenrand. Die Postmedianlinie ist S-förmig und am Flügelinnenrand nach außen gekrümmt. Die Subterminallinie ist leicht ausgebuchtet. Die feine Saumlinie wird durch die fahlen Enden der Flügeladern unterbrochen. Die Fransenschuppen sind stark gescheckt. Auf den braunen Hinterflügeln hebt sich die Flügeladerung dunkel ab. Die Postmedianlinie ist auffällig grau, von der Basalseite reichen dunkle Keile in sie hinein. Im Analwinkel befindet sich ein dunkler Fleck. Die Saumlinie ist schwärzlich und die Fransenschuppen sind ebenso gescheckt wie auf den Vorderflügeln. Die Hinterflügelunterseiten sind hell graubraun und glänzen nicht. Auf den Vorderflügelunterseiten befindet sich ein dunkler Diskalfleck, die Antemedian- und Postmedianlinien sind fahl angedeutet.
Die Zeichnung der Weibchen ähnelt der der Männchen, sie ist aber meist dunkler und kontrastreicher. Die Hinterflügel sind dunkler und haben eine kontrastreichere, fahle Postmedianlinie.
Bei den Weibchen ist die gesamte Genitalarmatur ungewöhnlich stark sklerotisiert. Der Uncus ist kräftig und leicht behaart. Am Apex befinden sich sichelförmige, haarartige Borsten. Der Gnathos ist ziemlich kurz und stumpf. Er ist am Apex mit einigen kurzen, stumpfen Zähnen versehen. Die Valven sind kurz und dick und haben einen abgerundeten Apex. An der Basis ist ein Sacculus ausgebildet. Das Klammerorgan (Clasper) fehlt. Die Verzweigungsstelle des Phallus ist höckrig. Die Spitze ist papillös, auf dem distalen Teil befinden sich zwei Cornuti-Gruppen und ein schuppiger, bürstenartiger Bereich.
Bei den Weibchen ist das Corpus bursae obovoid (umgekehrt eiförmig). Der Ductus bursae ist vor und nach der Einmündung des Ductus seminalis eingeschnürt. Das Antrum ist breit trichterförmig.

### Ähnliche Arten
E. umbrosalis ähnelt Evergestis serratalis. Die zuletzt genannte Art ist aber kleiner und zeigt keinen Sexualdimorphismus. Die ähnliche Art zeigt auf den Vorderflügeln eine mittig verdunkelte Postmedianlinie und eine dunkle, fahl (fast weiß) gerandete Subterminallinie. Die Vorderflügelunterseiten sind dunkler als die Hinterflügelunterseiten. Sie sind mit einer dunklen, fahl gerandeten Postmedianlinie versehen. Die Fransenschuppen sind gescheckt. Auf den Hinterflügelunterseiten befindet sich eine schwache dunkle Postmedianlinie. Die Fransenschuppen sind nur sehr schwach gescheckt.

## Verbreitung
Evergestis umbrosalis ist in Griechenland, Spanien, in der Ukraine, im europäischen Teil Russlands und in der Türkei beheimatet. Älteren Quellen zufolge wurde die Art auch in Jordanien und im Libanon gefunden.

## Biologie
Die Präimaginalstadien sind unbekannt. In der Türkei wurden Falter Anfang Mai gefangen, in der Sierra Nevada in Spanien Anfang Juli.

## Systematik
Aus der Literatur ist das folgende Synonym bekannt:
- Scopula umbrosalis Fischer von Röslerstamm, 1842

## Belege
1. 1 2 3 4 5 6  Barry Goater, Matthias Nuss, Wolfgang Speidel: Pyraloidea I (Crambidae, Acentropinae, Evergestinae, Heliothelinae, Schoenobiinae, Scopariinae). In: P. Huemer, O. Karsholt, L. Lyneborg (Hrsg.): Microlepidoptera of Europe. 1. Auflage. Band 4. Apollo Books, Stenstrup 2005, ISBN 87-88757-33-1, S. 83 (englisch).
2. ↑  Rebel, Hans (1917): Eine Lepidopterenausbeute aus dem Amanusgebirge (Alman Dagh). Sitzungsberichte der Akademie der Wissenschaften zu Wien 126, S. 278
3. ↑  Kasy, Friedrich (1905): Lepidopteren. in: Arnold Penther, Emerich Zederbauer: Ergebnisse einer naturwissenschaftlichen Reise zum Erdschias-Dagh (Kleinasien). Annalen des k. k. naturhistorischen Hofmuseums, Bd. XX, Heft 2 u. 3, S. 208 PDF (Memento des Originals vom 21. September 2013 im Internet Archive)  Info: Der Archivlink wurde automatisch eingesetzt und noch nicht geprüft. Bitte prüfe Original- und Archivlink gemäß Anleitung und entferne dann diesen Hinweis.
4. ↑  Osthelder, L. (1935): Lepidopteren-Fauna von Marasch in türkisch Nordsyrien. Fortsetzung. Pyralidae. Mitteilungen der Münchner Entomologischen Gesellschaft 24, S. 97
5. ↑  Evergestis umbrosalis bei Fauna Europaea. Abgerufen am 3. Juli 2013
6. ↑  Global Information System on Pyraloidea (GlobIZ). Abgerufen am 3. Juli 2013.